# I cavalieri della Tavola Rotonda (film)
I cavalieri della tavola rotonda (Knights of the Round Table) è un film del 1953 diretto da Richard Thorpe, ispirato alle leggende arturiane.
Tra i protagonisti figurano: Robert Taylor nel ruolo di Sir Lancillotto Del Lago (Lancelot of the Lake), Mel Ferrer nel ruolo di Artù Pendragone (King Arthur Pendragon), Ava Gardner nel ruolo di Ginevra.
È stato presentato in concorso al Festival di Cannes 1954.

## Trama
Dopo l'incoronazione, Artù sposa Ginevra, ma il malvagio Mordred, marito di Morgana, mette in giro la voce che Lancillotto sia l'amante della sposa del re.
Su consiglio del Mago Merlino, Lancillotto si sposa e si allontana dalla corte di Re Artù. Mordred e Morgana riescono a eliminare Merlino avvelenandolo. Inizia così la decadenza del regno di Artù: gli intrighi di Mordred portano il caso di Lancillotto e Ginevra davanti al giudizio dei cavalieri che emettono una sentenza di colpevolezza. Lancillotto giunge davanti al suo re che commuta la condanna a morte in esilio, mentre la regina verrà confinata in un convento. Accettata la pena, il cavaliere si allontana. Ma Mordred ha buon gioco nel provocare la ribellione di parte dei cavalieri della tavola rotonda: il re non può porsi al di sopra della legge cambiando le sentenze a suo piacimento. Con questa motivazione, Mordred si mette alla testa dei cavalieri ribelli e le due fazioni si incontrano sul campo di battaglia dove Artù incontrerà la morte. Lancillotto ritorna allora in patria per sfidare Mordred: tra i due avrà luogo un ultimo duello che vedrà vincitore Lancillotto.
La spada di Artù viene gettata nelle acque di un lago, sparendo sul fondo. Lancillotto, accompagnato da Parsifal, si reca un'ultima volta nella sala della tavola rotonda. Qui, il giovane cavaliere ha la visione del Graal e una voce gli parla: Lancillotto è perdonato e il figlio Galaad potrà prendere il posto del padre tra i nuovi cavalieri.

## Produzione
Il film fu prodotto dalla Loew's e Metro-Goldwyn-Mayer British Studios.

## Distribuzione
Distribuito dalla Metro-Goldwyn-Mayer, il film uscì nelle sale cinematografiche USA con il titolo originale Knights of the Round Table il 15 gennaio 1954 dopo una prima tenuta a Hollywood il 22 dicembre 1953. Girato nel Regno Unito, il film ebbe una prima londinese il 12 maggio 1954.